# Mariza

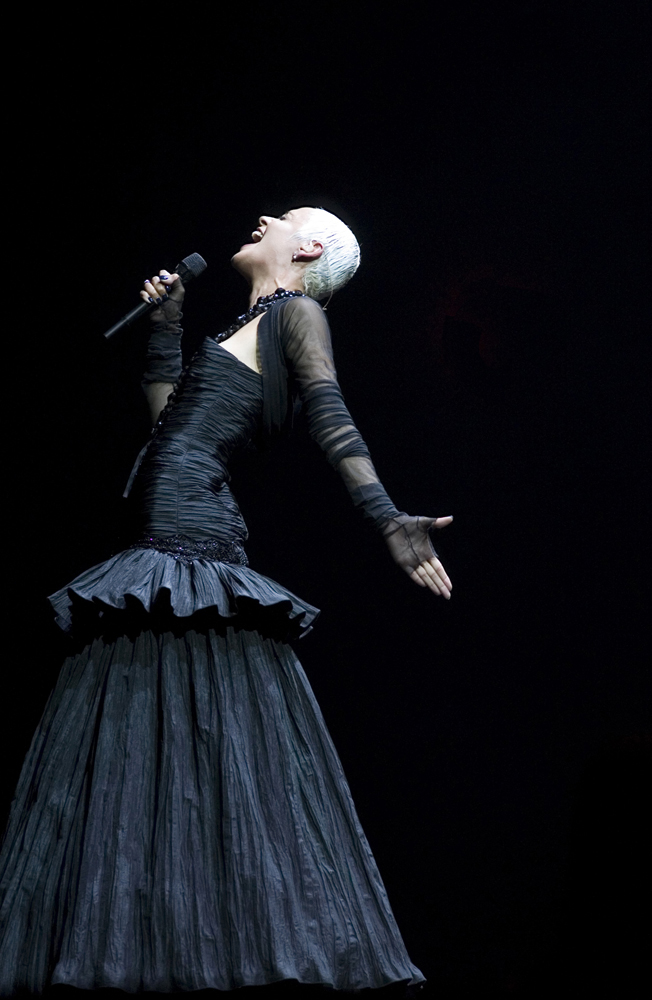
Mariza

Mariza (născută în 1973) este o cântăreață portugheză de fado.

## Discografie
- Fado em Mim (2002)
- Fado Curvo (2003)
- Mariza Live in London DVD (2004)
- Transparente (2005)
- Concerto em Lisboa CD (2006)
- Concerto em Lisboa DVD (2006)